# Frederick (Colorado)
Frederick város az USA Colorado államában, Weld megyében. Lakosainak száma 14 513 fő (2020. április 1.).

## Népesség
A település népességének változása:

| 2010 | 8 679  |
| 2020 | 14 513 |